# محمود محمد أسد
محمود محمد أسد (2 يناير 1951 -) هو كاتب وشاعر سوري.

## حياته ومسيرته
- ولد في محافظة حلب 2 يناير عام 1951م.[3]
- تخرَّج من جامعة حلب (كلية الآداب) قسم اللغة العربية عام 1977م.[4]
- عضة البعثة التدريسية في الجزائر بين عامي 1978-1981م.[5]
- يكتب الشعر والقصة والدراسات الأدبية .[6]
- عضو في اتحاد الكتاب العرب وجمعية العاديات ونادي التمثيل العربي للآداب والفنون .[7]
- حصل على جائزة جريدة الاتحاد، الإمارات العربية المتحدة عام 1996م.[8]
- كما حصل أيضاً على جائزة نقابة المعلمين فرع حلب عام 1996م.

## أعماله
1. قطاف المواسم (شعر)، دمشق: 1997م.[9]
2. اعترافات برسم القلق (شعر)، دار الثريا بحلب، 1998م.[10]
3. نزيف الأرصفة المتعبة (شعر)، دار الثريا بحلب، 1999م.[11]
4. أحزاني تُعلنُ العصيان (شعر)، دار الثريا بحلب، 2000م.